# Honeyrī-ye Yek
Honeyrī-ye Yek (persiska: هنیری یک) är en ort i Iran.   Den ligger i provinsen Khuzestan, i den centrala delen av landet, 500 km söder om huvudstaden Teheran. Honeyrī-ye Yek ligger 32 meter över havet och antalet invånare är 131.
Terrängen runt Honeyrī-ye Yek är platt. Runt Honeyrī-ye Yek är det ganska tätbefolkat, med 144 invånare per kvadratkilometer. Närmaste större samhälle är Veys, 17,7 km väster om Honeyrī-ye Yek. Trakten runt Honeyrī-ye Yek är ofruktbar med lite eller ingen växtlighet.